# Сиунов, Николай Сергеевич
Николай Сергеевич Сиунов (6 [19] марта 1903, Ирбитский уезд, Пермская губерния — 13 марта 1989, Свердловск) — советский хозяйственный, государственный и политический деятель. Заслуженный деятель науки и техники РСФСР (1963).

## Биография
Родился 6 (19) марта 1903 года в поселке Ирбитский завод в семье служащего. Член ВКП(б).
В 17 лет окончил Ирбитскую среднюю школу и осенью 1920 г. попал в первый набор студентов Уральского университета.
Окончил Уральский политехнический институт (1925), инженер-электротехник. Доктор технических наук (1942), профессор (1941).
По окончании вуза остается на научно-преподавательской работе доцент, профессор, заведующий кафедрой «Электрические машины» (1931—1986) Уральского политехнического института.
В 1932 г. становится деканом энергетического факультета.
С 1947 г. проректор по учебной и научной работе, а с 1955 г. ректор Уральского политехнического института. В 1966 году покинул пост ректора.
Подготовил 80 кандидатов и 9 докторов наук. Имеет 15 авторских свидетельств на изобретения. Автор более 200 печатных работ, в том числе 1 монографии.
Награждён орденами Ленина (дважды), Октябрьской Революции, Трудового Красного Знамени, медалями.
Умер 13 марта 1989 года в Свердловске. Похоронен на Широкореченском кладбище.